# Гнездечна
Гнездечна (укр. Гніздечна) — река на Украине, протекает по территории Тернопольского района Тернопольской области. При слиянии реки Гнездечна с рекой Гнилая Гнезна северо-восточнее села Дичков образуется река Гнезна (бассейн Днестра).
Длина реки 39 км. Площадь водосборного бассейна 264 км². Уклон 1,8 м/км. Долина в верхнем течении трапециевидная, заболоченная, на пересечении Толтровой гряды — V-образная, шириной от 300—500 м до 1200 м. Русло извилистое, шириной от 0,5 м до 8 м, глубиной до 1-1,5 м. Замерзает в декабре, вскрывается в начале марта. Используется для водоснабжения и рыбоводства.
На реке расположены сёла (от истока к устью) Опреловцы, Дубовцы, Стегниковцы, Курники, Лозовая, Шляхтинцы, Байковцы, Смыковцы, Дичков.